# 小行星5732
小行星5732（英語：5732）是一颗围绕太阳公转的小行星。1988年11月29日，M. Arai、H. Mori在寄居町发现了此天体。
这颗小行星的绝对星等为253.09184等。